# Tigern
Tigern, (original Tiger) amerikansk tecknad dagspresserie och humorserie av Bud Blake skapad 1965. Den handlar om några ungar i ett kvarter och baseras (liksom Dennis och Sugar & Spike) på upphovsmannens egna barn.
Bud Blake arbetade i reklambranschen i arton år innan han 1954 bestämde sig för att hoppa av för att istället sälja sin svit med skämtteckningar till syndikatet King Features. Teckningarna antogs och publicerades under titeln "Ever Happen to You?", vilket (tillsammans med en del frilansande för veckopress och reklambolag) blev Blakes försörjningskälla de närmaste elva åren. Under tiden utvecklade han sin egen seriestripp, "Tigern", med inspiration från sitt eget familjeliv. 
1965 var den färdigutvecklad och blev uppköpt av Sylvan Bryck på King Features. "Tigern" blev en omedelbar succé och publicerades under sin glansperiod i mer än 400 dagstidningar världen över. Den produceras än idag.